# Дарзини (остановочный пункт)
Да́рзини (латыш. Dārziņi) — остановочный пункт на территории Саласпилсского края, на линии Рига — Крустпилс. Открыт в 1960 году. Так как платформа находится на повороте, у перрона саласпилсского направления оборудован обзорный мостик для машиниста (кондуктора), с которого можно видеть состав полностью. 
Близ остановочного пункта обозначен путь к саласпилсскому мемориалу.
В 800 метрах восточнее станции, в лесу, к северу от железной дороги, расположено Петровское военное кладбище. Кладбище возникло в конце XIX века возле Петровского лагеря Виленского военного округа.